# Osmanisches Interregnum
Das Osmanische Interregnum (türkisch Fetret Devri oder türkisch Saltanat Fasılası) bezeichnet die Zeit zwischen 1402 und 1413, in der nach der Niederlage und der Gefangennahme des Sultans Bayezid I. gegen Timur in der Schlacht bei Ankara seine Söhne einen Nachfolgekampf um den Thron des Osmanischen Reichs ausfochten. Zuletzt konnte sich Mehmed I. als Sultan durchsetzen.

## Süleyman und Mehmed gegen İsa
Süleyman Çelebi, der älteste Sohn, residierte in Edirne und kontrollierte die europäischen Teile, İsa Çelebi residierte in Bursa und kontrollierte Westanatolien. Mehmed residierte in Amasya und herrschte über Zentralanatolien. Nachdem Timur bald nach Osten verschwunden und sein Reich nach seinem Tod 1405 auseinandergefallen war, konnte Mehmed einige annektierte Emirate als Vasallen an sich binden und İsa schlagen. Währenddessen hatte sich Süleyman in Edirne zum Sultan ausrufen lassen. Er hatte Unterstützung von den europäischen Vasallen und das Wohlwollen von Byzanz, das sich seiner Tributzahlungen entledigt hatte, und konnte Teile Anatoliens unter seine Kontrolle bringen.

## Musa gegen Süleyman und Mehmed gegen Musa
Schließlich erschien mit Musa Çelebi ein weiterer Bruder auf der Bildfläche, der mit seinem Vater in Gefangenschaft gewesen war. In den folgenden Kämpfen wurde Süleyman in Edirne eingeschlossen, auf der Flucht gefangen genommen und seinem Bruder ausgeliefert, der ihn 1410 erdrosseln ließ. Musa verfolgte gegenüber den europäischen Besitzungen und Byzanz eine härtere Linie, woraufhin diese Mehmed um Hilfe baten. 1413 kam es bei Çamurlu (in der Nähe von Samokow im heutigen Bulgarien gelegen) zur Entscheidungsschlacht, durch die Musa zu Tode kam und Mehmed zum Sultan des wiedervereinigten Reiches wurde.